# Comme les grands (émission)
Pour l’article homonyme, voir Comme les grands.
Comme les grands (はじめてのおつかい, Hajimete no Otsukai, littéralement « Ma première course ») est une émission de téléréalité japonaise diffusée de manière irrégulière depuis 1991 sur Nippon Television. Elle montre, à la manière d'un documentaire, les efforts de jeunes enfants envoyés seuls faire une course comme acheter des provisions à la supérette ou livrer un paquet à leurs grands-parents, sous la supervision d'une équipe de tournage cachée. L'émission est diffusée à l'international sur Netflix depuis 2022.